# Jon Poll
Jon Poll est un monteur américain né en 1958, surtout connu pour avoir réalisé Charlie Bartlett en 2007.

## Biographie
Jon Poll est l'un des trois fils du défunt producteur de films Martin Poll. Il est diplômé de l'école de cinéma de l'Université de Californie du Sud en 1981 avant de devenir monteur de films. Entre 1982 et 2004, il monte dix-huit films, dont Weeds (1987), Fire Birds (1990), Cabin Boy (1994), Austin Powers 2 : L'Espion qui m'a tirée (Austin Powers: The Spy Who Shagged Me, 1999), Mon beau-père et moi (Meet the Parents, 2000), Austin Powers dans Goldmember (Austin Powers in Goldmember, 2002), Scary Movie 3 (2003) et Mon beau-père, mes parents et moi (Meet the Fockers, 2004). Il est également coproducteur du film Mon beau-père, mes parents et moi et des séries télévisées TV 101 (1988-1989) et Marshall et Simon (Eerie, Indiana, 1991), en plus d'être le producteur délégué de 40 ans, toujours puceau (The 40-Year-Old Virgin, 2005).
Jon Poll fait ses débuts de réalisateur en 2007 avec la comédie pour adolescents Charlie Bartlett. Il lit l'adaptation cinématographique par le scénariste Gustin Nash du roman Youth in Revolt (1993) de C. D. Payne et a demandé au réalisateur Jay Roach — avec qui il a déjà travaillé sur cinq films — s'il a entendu parler de Nash. Roach lui explique qu'il doit réaliser un autre scénario de Nash, Charlie Bartlett, mais qu'il a été contraint de se désister le jour même. Roach recommande à Poll d'en prendre le rôle de réalisateur ; Poll se présente alors aux producteurs du film et est engagé. Poll a coproduit le film Brüno avec Sacha Baron Cohen, sorti en 2009.

## Filmographie
Sauf indication contraire, les informations mentionnées dans cette section peuvent être confirmées par la base de données cinématographiques IMDb,  présente dans la section « Liens externes ».

### Cinéma

#### Monteur
- 1987 : Weeds de John D. Hancock
- 1990 : Fire Birds de David Green
- 1990 : Captain America d'Albert Pyun
- 1991 : À cœur vaillant rien d'impossible (Wild Hearts Can't Be Broken) de Steve Miner
- 1992 : Forever Young de Steve Miner
- 1994 : Cabin Boy d'Adam Resnick
- 1994 : Camp Nowhere de Jonathan Prince
- 1996 : Dunston : Panique au palace (Dunston Checks In) de Ken Kwapis
- 1997 : L'Éducatrice et le Tyran (The Beautician and the Beast) de Ken Kwapis
- 1998 : Drôles de Papous (Krippendorf's Tribe) de Todd Holland
- 1999 : Austin Powers 2 : L'Espion qui m'a tirée (Austin Powers: The Spy Who Shagged Me) de Jay Roach
- 1999 : Mystery, Alaska de Jay Roach
- 2000 : Mon beau-père et moi (Meet the Parents) de Jay Roach
- 2001 : Monkeybone de Henry Selick
- 2002 : Crève, Smoochy, crève ! (Death to Smoochy) de Danny DeVito
- 2002 : Austin Powers dans Goldmember(Austin Powers in Goldmember) de Jay Roach
- 2003 : Scary Movie 3 de David Zucker
- 2004 : Mon beau-père, mes parents et moi (Meet the Fockers) de Jay Roach
- 2010 : The Dinner (Dinner for Schmucks) de Jay Roach
- 2012 : Moi, député (The Campaign) de Jay Roach
- 2015 : Jet Lag (Unfinished Business) de Ken Scott
- 2017 : The Greatest Showman de Michael Gracey
- 2019 : Scandale (Bombshell) de Jay Roach
- 2022 : Father of the Bride de Gary Alazraki
- 2023 : La Couleur pourpre (The Color Purple) de Blitz Bazawule
- prévu en 2025 : The Roses de Jay Roach

#### Producteur
- 2004 : Mon beau-père, mes parents et moi (Meet the Fockers) de Jay Roach
- 2005 : 40 ans, toujours puceau (The 40-Year-Old Virgin) de Judd Apatow
- 2009 : Brüno de Larry Charles
- 2010 : The Dinner (Dinner for Schmucks) de Jay Roach
- 2012 : Moi, député (The Campaign) de Jay Roach
- 2014 : Comment séduire une amie (Playing It Cool) de Justin Reardon

#### Réalisateur
- 2007 : Charlie Bartlett

### Télévision

#### Monteur
- 1988 : Steal the Sky de John D. Hancock (téléfilm)
- 1991 : Marshall et Simon (Eerie, Indiana)
- 1996 : Mistrial de Heywood Gould (téléfilm)
- 2015 : The Brink
- 2016 : Angie Tribeca
- 2020 : Coastal Elites de Jay Roach (téléfilm)

#### Producteur
- 1988−1989 : TV 101
- 1991−1992 : Marshall et Simon (Eerie, Indiana)
- 2015 : The Brink

#### Réalisateur
- 2015 : The Brink
- 2016 : Angie Tribeca
- 2016 : Still the King